# Guioa reticulata
Espèce
Synonymes
- Guioa sulphurea Radlk.[1]

Statut de conservation UICN

 CR A1c : 
En danger critique
Guioa reticulata est une espèce de plantes de la famille des Sapindaceae.

## Publication originale
- The Philippine Journal of Science. Section C, Botany 8: 462. 1913[1914].